# Denîsî, Pereiaslav-Hmelnițki
Denîsî (în ucraineană Дениси) este o comună în raionul Pereiaslav-Hmelnițki, regiunea Kiev, Ucraina, formată numai din satul de reședință.

## Demografie
Componența lingvistică a comunei Denîsî
     Ucraineană (99,66%)
     Alte limbi (0,34%)
Conform recensământului din 2001, majoritatea populației comunei Denîsî era vorbitoare de ucraineană (99,66%), existând în minoritate și vorbitori de alte limbi.